# Чайная свеча

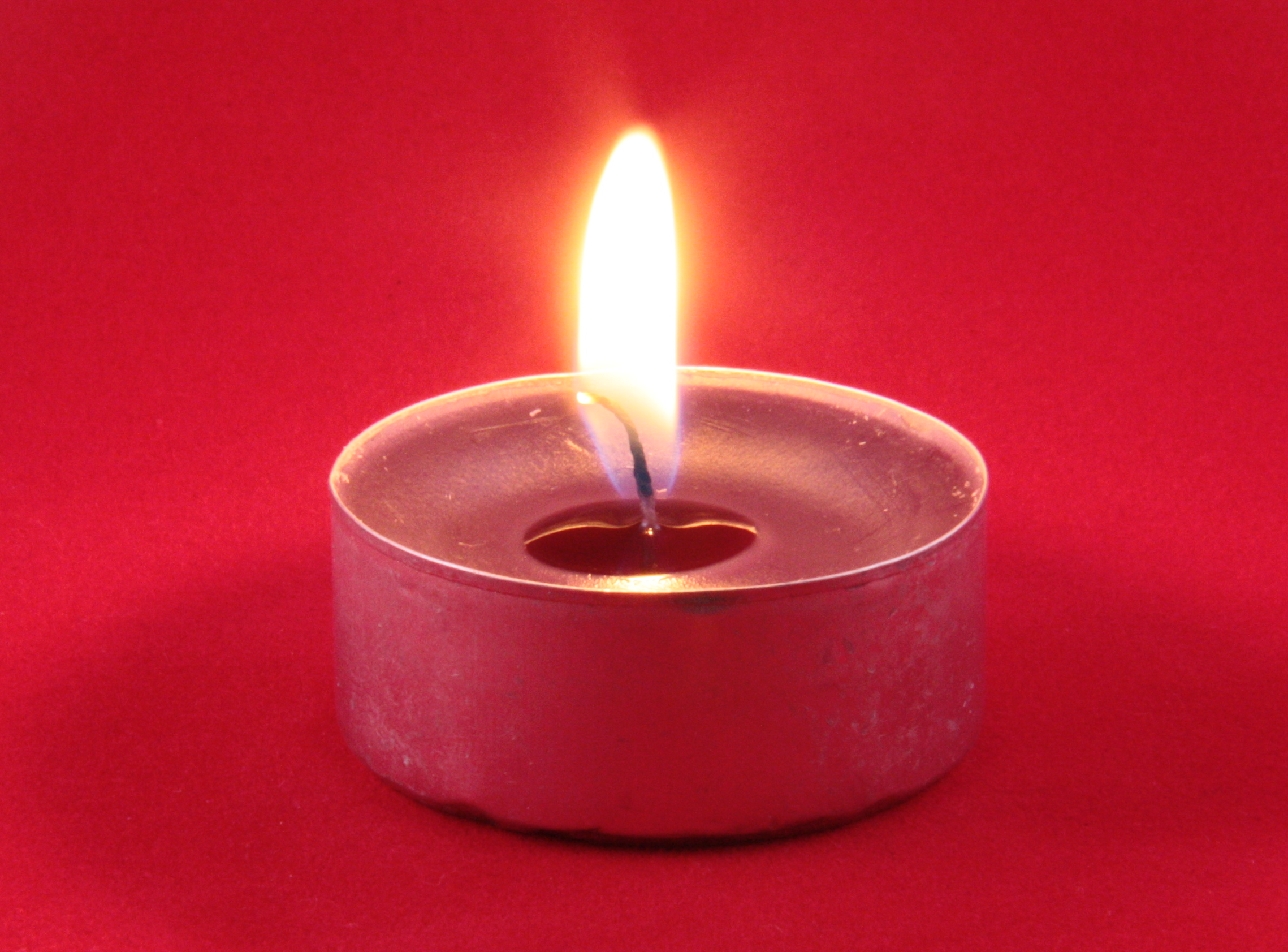
Чайная свеча, которую только что зажгли, с воском, начинающим разжижаться

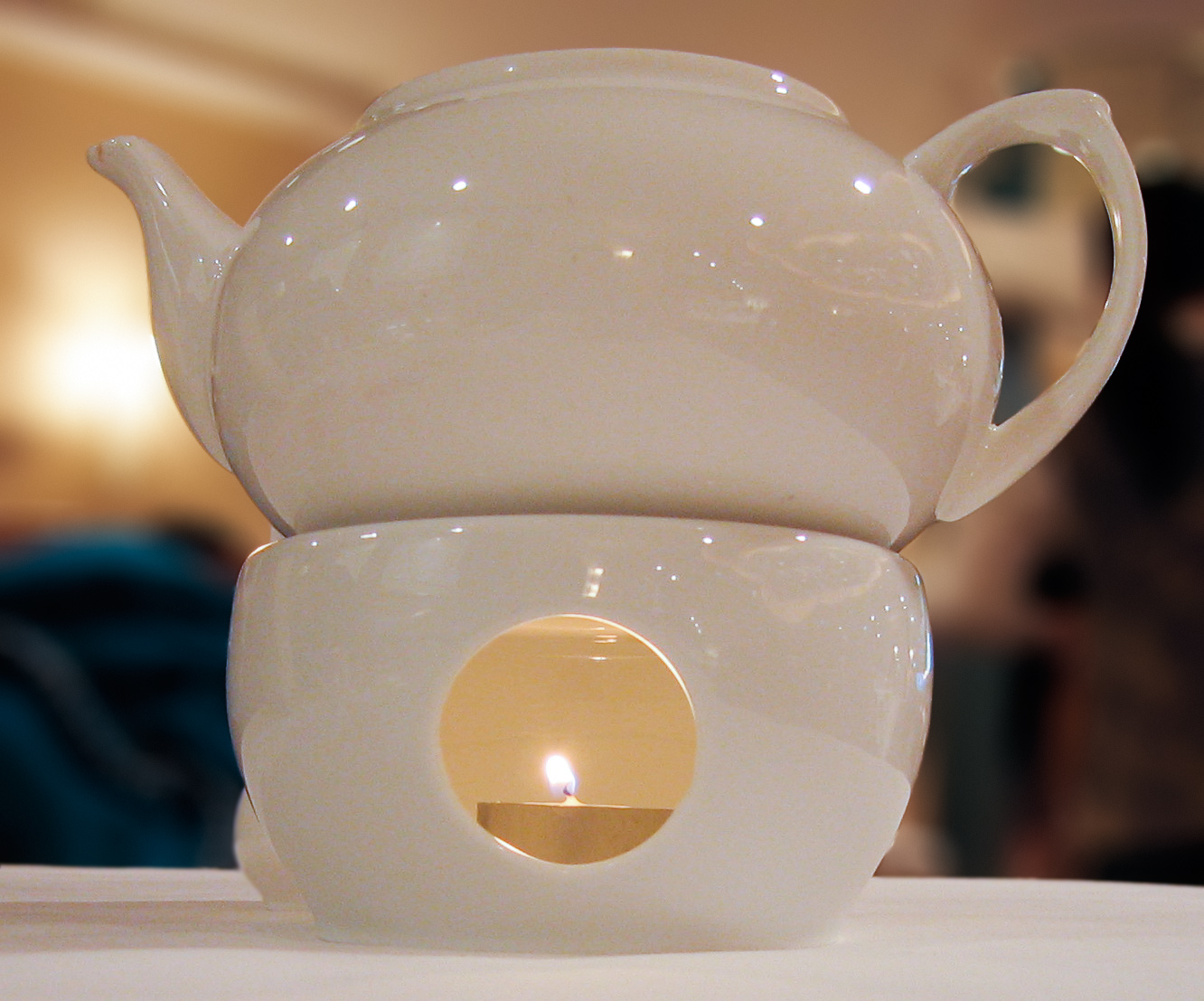
Чайная свеча, греющая заварочный чайник

Ча́йная свеча́ — это свеча в тонкой алюминиевой или пластиковой чаше, в которой воск может полностью разжижаться. Чайные свечи, как правило, невысокие, круглые и недорогие. Название происходит от того, что их, помимо декоративных целей, используют для лёгкого подогрева чая (или пищи, например фондю).
Чайные свечи предназначены для использования преимущественно внутри помещений, но возможно их применение и на открытом воздухе. При этом во избежание быстрого затухания необходимо применять подсвечники, которые защитят свечу от порывов ветра или даже осадков.
Чайные свечи применяются для акцентного освещения, а также для декорации и даже могут быть установлены на поверхности воды при отсутствии волн. Из-за их слабого освещения и для создания требуемого визуального эффекта чаще всего зажигается несколько свечей одновременно.

## Разновидности

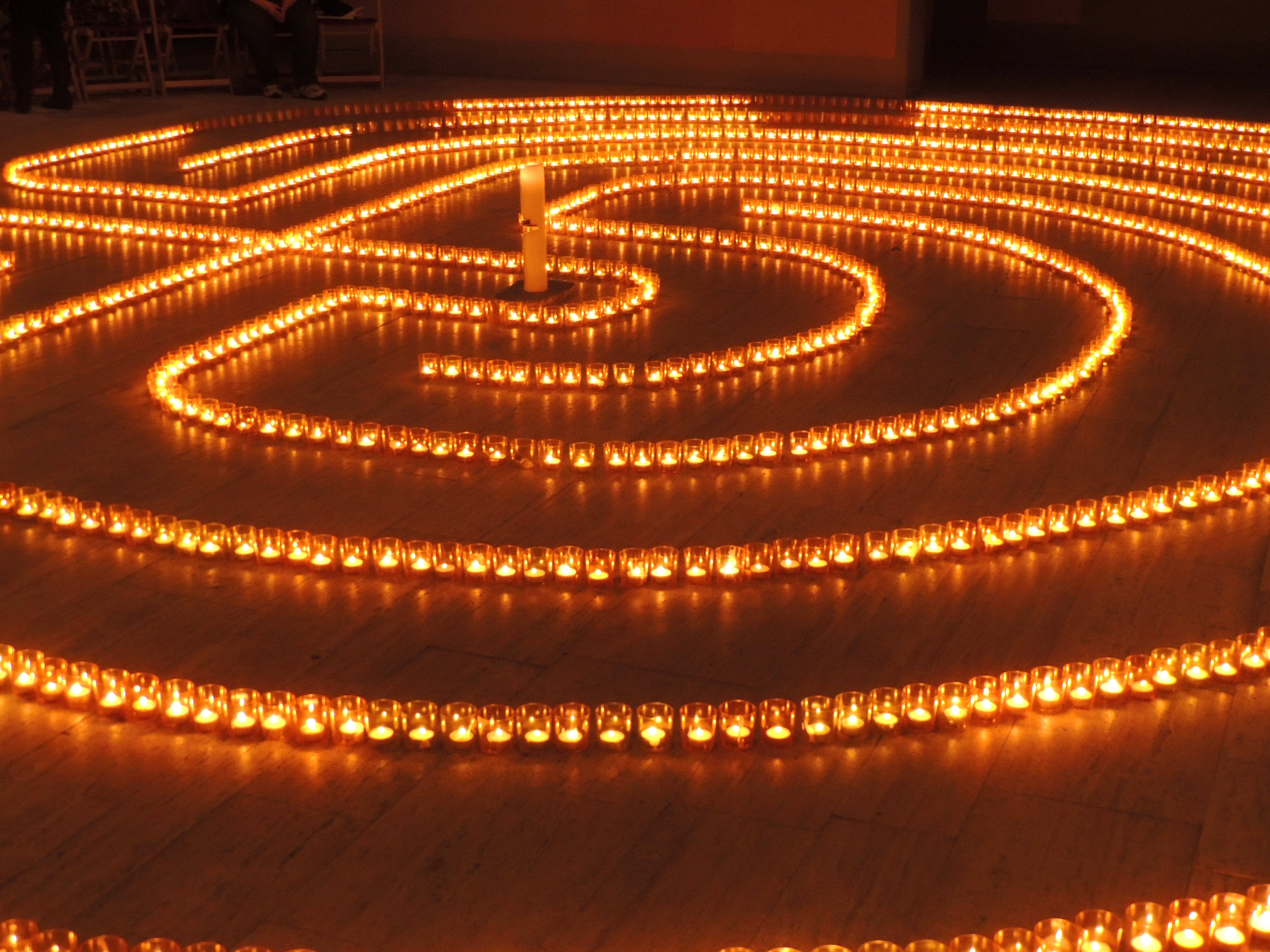
Критского стиля адвентический лабиринт сделан с 2500 горящими чайными свечами в Центре христианской медитации и духовности епархии Лимбург в Церкви Святого Креста в Борнхайме Франкфурт-на-Майне

Чайные свечи могут быть разной высоты и диаметра, могут отличаться цветом, временем горения и ароматом. Чайные свечи обычно короткие и цилиндрические, чаще всего 38 мм в диаметре и 16 мм высоты, с белым неароматизированным воском. Такие свечи самые дешёвые и наиболее часто используемые. Ароматизированные свечи, как правило, стоят дороже и зачастую имеют цвет, отличный от белого: зелёный, красный, розовый, фиолетовый и другие, в соответствии со своим ароматом. Реже встречаются свечи увеличенного размера, 55 мм в диаметре и 21 мм высоты.
Стандартная чайная свеча имеет мощность около 32 Вт, в зависимости от применяемого фитиля и используемого воска.
Время горения одной чайной свечи составляет порядка 3,5 — 4 часов.

## Конструкция чайной свечи
Фитиль установлен и обжат внутри короткой металлической трубки, с плоским основанием, напоминающим канцелярскую кнопку, которое, в свою очередь, приклеено к дну чаши таким образом, чтобы фитиль не всплыл на поверхность расплавленного воска и не сгорел ранее, чем выгорит весь имеющийся воск.
В некоторых случаях стандартная чаша из алюминия заменяется прозрачной пластиковой чашой, изготовленной из поликарбонатного пластика. Прозрачная чаша позволяет горящему пламени освещать более 180 градусов поверхности, на которой она установлена, и создаётся впечатляющий визуальный эффект. Например, при установке на воду или другое прозрачное основание, будет освещаться пространство и под свечой. Однако алюминиевые чаши встречаются гораздо чаще и вдобавок более безопасны в использовании.

## Подсвечник

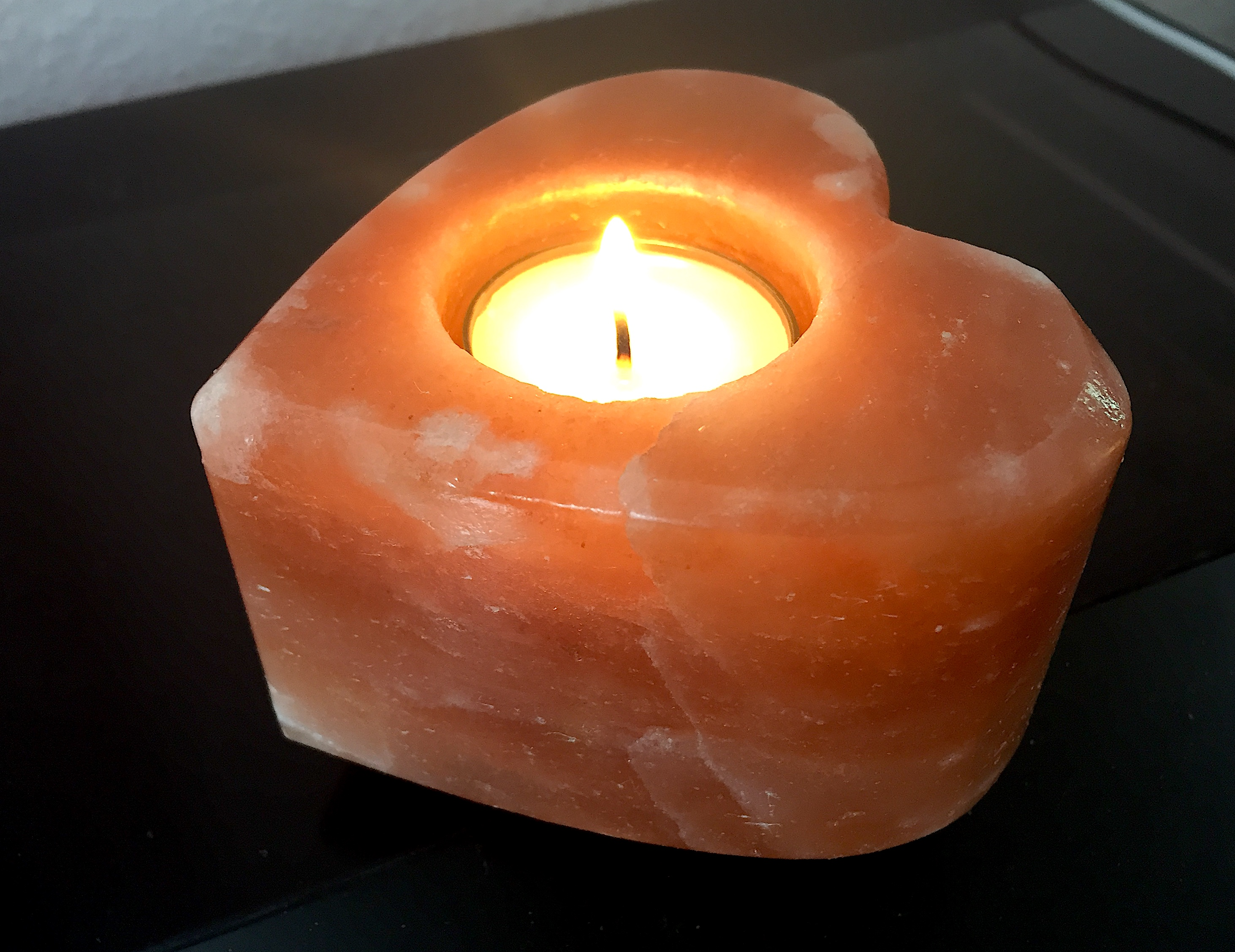
Подсвечник в форме сердца из гималайской соли

Чайные свечи особенно популярны для использования с подсвечниками. Подсвечники бывают самых разнообразных форм и размеров и выполняются обычно из негорючих материалов: прозрачного или цветного стекла, керамики, металла, глины и даже гималайской соли. Подсвечники имеют углубление соответствующего размера, чтобы установить внутрь чайную свечу, ароматическую или без запаха.

## Свеча на батарейках
Свечи на батарейках (электрические) стали более популярными с появлением новых технологий. Стандартно они имеют светодиодный элемент в форме горящего пламени, светящийся непрерывно или мерцающий, для создания впечатления реалистичности (имитация пламени обычной свечи). При хорошем своём исполнении, издалека зачастую невозможно отличить, настоящая это свеча или же свеча на батарейках. Они могут быть разных форм, размеров и цветов для создания настроения, соответствия декору или дополнения дизайна интерьера.
Электрические чайные свечи намного безопаснее, чем обычные горящие, и их можно оставить без присмотра, так как нет необходимости беспокоиться об открытом пламени или тепле. Это позволяет размещать их внутри легковоспламеняющихся конструкций или в подсвечниках из бумаги, дерева или других горючих материалов.